# Столкновения в Ликошане и Чирезе
Столкновения в Ликошане и Чирезе (серб. Сукоби у Ликошану и Ћирезе) — серия вооружённых столкновений полиции Союзной Республики Югославии и Армии освобождения Косова, произошедшие с 27 февраля по 1 марта 1998 года. Сербская полиция была атакована албанцами в деревнях Ликошане и Чирез общины Глоговац, однако нанесла ответный удар. В результате боёв было убито 16 бойцов АОК, сербская полиция потеряла четверых убитыми и двоих ранеными. В ходе операции погибло 26 гражданских лиц (косовских албанцев), инициаторы нападения во главе с командиром Адем Яшари сумели скрыться. Это было первое серьёзное столкновение югославов с косовскими албанцами в преддверии Косовской войны.

## События

### Версия сербской полиции (1998)
28 февраля в 11:30 автомобиль полиции Югославии был обстрелян из засады албанцами: те вели огонь из пулемёта. Ближайший патруль, отправившийся на помощь попавшим в засаду, также угодил в другую засаду в селе Ликошане. На помощь патрулю были отправлены бронетранспортёры и вертолёт, которые прибыли в 12:20. В тот же момент их обстреляли из ближайших домов из пулемёта и ПЗРК. Полиция организовала блокаду села, из которого велась стрельба и по вертолёту МВД Сербии.
В результате перестрелки полиция потеряла убитыми четверых человек: Мирослав Вуйкович (27 лет), Горан Радойчич (30 лет), Радоица Йованович (29 лет) и Милан Йованович (27 лет). Были тяжело ранены Павле Дамьянович (38 лет) и Славиша Матеич (28 лет). Было убито 16 бойцов АОК, девять арестованы и отправлены в Призрен. Конфисковано два тяжёлых пулемёта, 4 автомата, 130 ручных гранат, 24 миномётных снаряда, 13 килограммов взрывчатки, 3 тысячи патронов и т. д. Тела погибших были доставлены в Приштинскую больницу и затем возвращены семьям, вскрытие не проводилось.

### Amnesty International (1999)
Согласно свидетельствам Amnesty International и косовским албанцам, 27 февраля бойцы АОК напали на школу около города Србица, где скрывались сербы-беженцы из Хорватии и Боснии. За автомобилем, которым управляли албанцы из АОК, в погоню бросился полицейский патруль: машины направились в сторону Ликошане. И та, и другая сторона запросила подкрепления, и вскоре началась перестрелка, основная фаза которой пришлась на 28 февраля. Полиция использовала БТРы и вертолёты, но АОК отступила. По версии Amnesty International, большая часть местных гражданских лиц погибла в разгар перестрелки.

### Human Rights Watch (1998)
Согласно данным организации Human Rights Watch, отчасти подтверждённому и сербской полицией, у Ликошане группа вооружённых албанцев напала на полицейский патруль 28 февраля 1998 года, убив четверых полицейских и тяжело ранив двоих. Правительство Югославии сообщило, что одновременно албанцы предприняли три нападения на полицейские патрули: по свидетельству местных албанцев из Ликошане, стрельба началась около деревни в 11 вечера по местному времени и что отряды АОК атаковали из засады. По некоторым источникам, албанцы напали на полицейский склад боеприпасов у местечка Доньи-Преказ 27 февраля и тем самым выманили полицейский отряд, который во время погони попал в засаду у Ликошане.
28 февраля между 11:30 и 12:00 в Ликошане прибыла югославская полиция: в распоряжении югославских сил были полицейский вертолёт и несколько бронетранспортёров. Они окружили дом семьи Ахмети, одной из самых состоятельных в деревне. Хотя деревенские жители уверяли полицию, что членов АОК в деревне не было, по патрулю из дома Ахмети был открыт огонь: сколько именно было вооружённых лиц из АОК в доме Ахмети, неизвестно. Силы специальной полиции сосредоточились на захвате домов семей Гьели и Ахмети и примерно в 15:30 ворвались в дом Ахмети. Полиция схватила 11 человек (10 членов семьи Ахмети и гость, все в возрасте между 16 и 50 годами) и после короткой схватки застрелила всех.
Единственный выживший из семьи Ахмети только возвращался в Ликошане, узнав о перестрелке: согласно его рассказу, утром 1 марта в 8 часов с холма он увидел три бронетранспортёра у своего дома, а также расслышал, как стреляет артиллерия и как полиция обстреливает весь двор. Полиция ушла в 15:30. Ахмети, зайдя в дом, обнаружил, что вся его семья убита, вся мебель разломана, а ценные вещи украдены. На следующий день вся семья была в курсе о гибели 10 мужчин, а сосед из семьи Гьели увидел тела погибших в морге (его семья потеряла двоих убитыми). 11 человек, убитых в доме Ахмети, похоронили 3 марта вместе с 15 убитыми из Ликошане и Чиреза. Американский журналист сообщал, что на телах погибших Ахмети остались следы побоев и пыток.

## Последствия
Албанские СМИ представили события в Ликошане и Дренице как «сербские репрессии над недовольными». Фотографии убитых граждан, разрушенных домов и осквернённых могил, сделанные журналистами, были представлены албанцами как последствия действий югославских войск и полиции: поданную албанцами информацию приняли официальные представители США, Германии, Великобритании и Франции. Министр иностранных дел Великобритании Робин Кук осудил «чрезмерное применение силы» в Ликошане и собрал экстренное заседание Контактной группы. Сторонники независимости Косово через 2 года организовали массовые мероприятия в Чирезе и Ликошане, выразив поддержку и одобрение организаторам атаки как первым вступившим в бой против внутренних войск Югославии.
Правозащитница Наташа Кандич из Белградского фонда гуманитарного права предъявила обвинения бывшей судье Приштинского окружного суда Данице Маркович в организации убийства семьи Ахмети. Кандич сослалась на показания нескольких полицейских: Маринкович, которая расследовала события, лично прибыла в деревню и в присутствии 30 солдат Специальной антитеррористической группы приказала добить нескольких человек из семьи Ахмети, подававших признаки жизни: «Я этих не возьму, добейте их» (серб. Ја ово нећу узети, убијте их). Маринкович на судебном процессе над Слободаном Милошевичем в Гааге опровергла всё и обвинила Наташу Кандич во лжи, заявив, что никогда не посещала деревню Ликошане.